# کسنیا ریژووا
کسنیا ریژووا (روسی: Ксения Олеговна Рыжова؛ زادهٔ ۱۹ آوریل ۱۹۸۷) دونده اهل روسیه است.
پس از مثبت اعلام شدن تست دوپینگ ریژووا در مسابقات جهانی دو و میدانی ۲۰۱۳ پس گرفته شد. 